# Приворот. Чёрное венчание
«Приворот. Чёрное венчание» — российский фильм ужасов, снятый режиссёром Святославом Подгаевским в 2021 году. Мировая премьера фильма состоялась 6 июля 2021 года. В Великобритании фильм вышел под названием «Dark Spell».

## Сюжет
Молодая девушка Женя, которую бросает её муж Кирилл, делает приворот на любовь, чтобы Кирилл вернулся к ней назад. Но когда он действительно возвращается, девушка замечает, что его нынешняя любовь, которую он к ней проявляет, стала похожа на пугающую одержимость.

## В ролях
- Константин Белошапка — Кирилл
- Яна Енжаева — Женя
- Илья Ермолов — Виктор
- Варвара Бородина — Соня
- Игорь Хрипунов — пастор
- Сабина Ахмедова — цыганка Лола
- Кристина Маранды — цыганка
- Лариса Домаскина — мама Жени
- Даниэла Богатырёва — девочка на свадьбе
- Никита Юранов — Олег
- Андрей Заводюк — папа Кира
- Анна Бреннер-Вартаньян — мама Кира
- Алла Малкова — старуха-цыганка
- Максим Браматкин — санитар морга
- Николь Коренева — Полина
- Алёна Акимова — администратор
- Татьяна Серебренникова — медсестра
- Дана Ревазова — Настенька
- Евгения Богданова — водитель
- Валерия Подгаевская — девочка
- Фёдор Капитонов — мальчик
- Елена Акимова — администратор

## Критика
Гульназ Давлетшина в своей рецензии, опубликованной на сайте «Киноафиша» похвалила драматическую направленность сюжета, которая, по её словам, «пугает гораздо больше, чем резкие движения камеры, устрашающие злые духи и сеансы экзорцизма, похожие на дешёвый трюк. Что действительно провоцирует ужас — это то, как отношения, выдохшиеся и исчерпавшие себя, могут загнать в тёмный угол», но раскритиковала то, что «режиссёр не сумел развить эту идею и переосмыслить человеческую разлуку под таким углом». Также она сказала, что «фильм «Приворот. Чёрное венчание» остаётся обыкновенной смесью хоррора и триллера, которая саму себя загоняет в ловушку и не делает никаких резких движений, чтобы вдруг случайно не выйти за установленные рамки. В конечном итоге мы имеем слишком много демонов и совсем мало человечности, а напряжение к концу фильма угасает так же, как и амбиции ещё одного российского ужастика».